# Kotleta

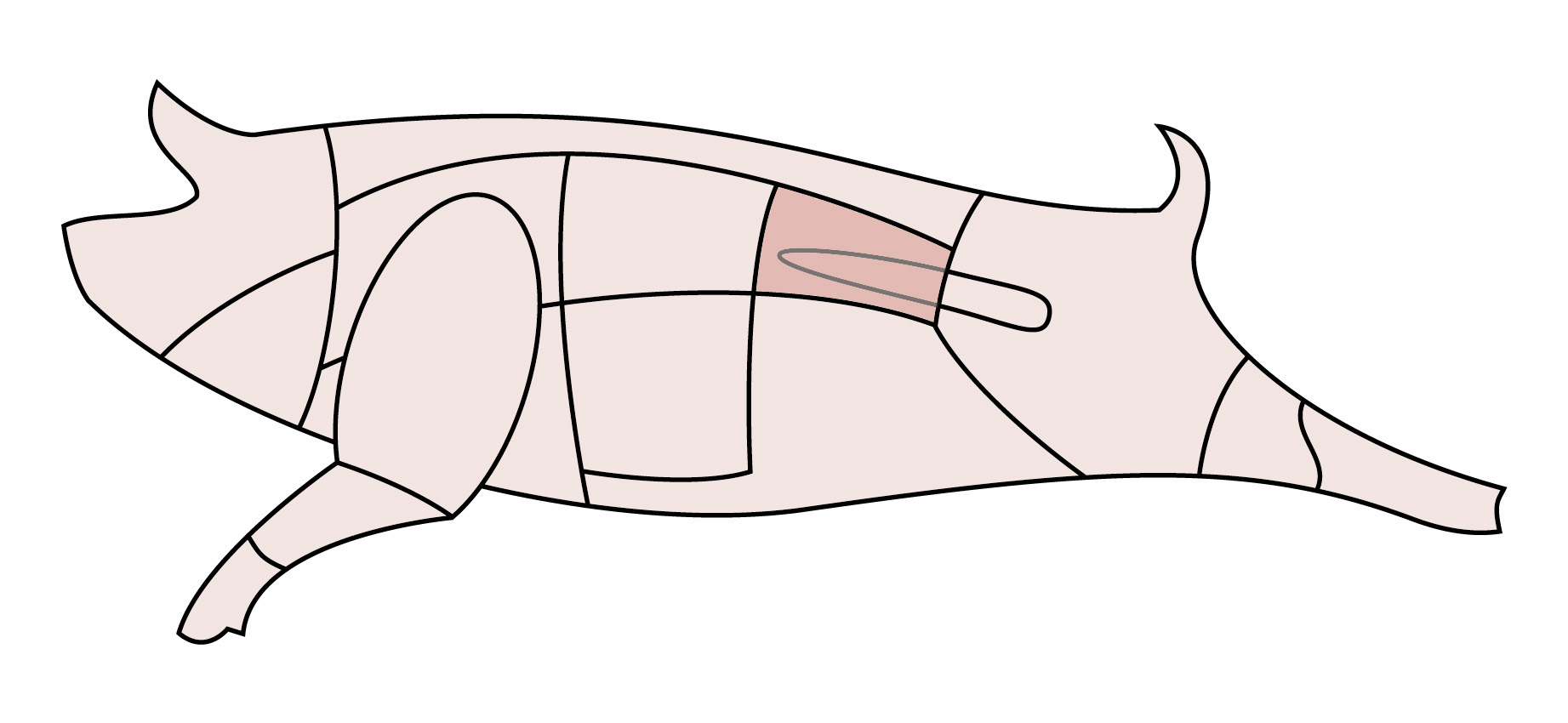
Umístění kotlety při porcování vepřového

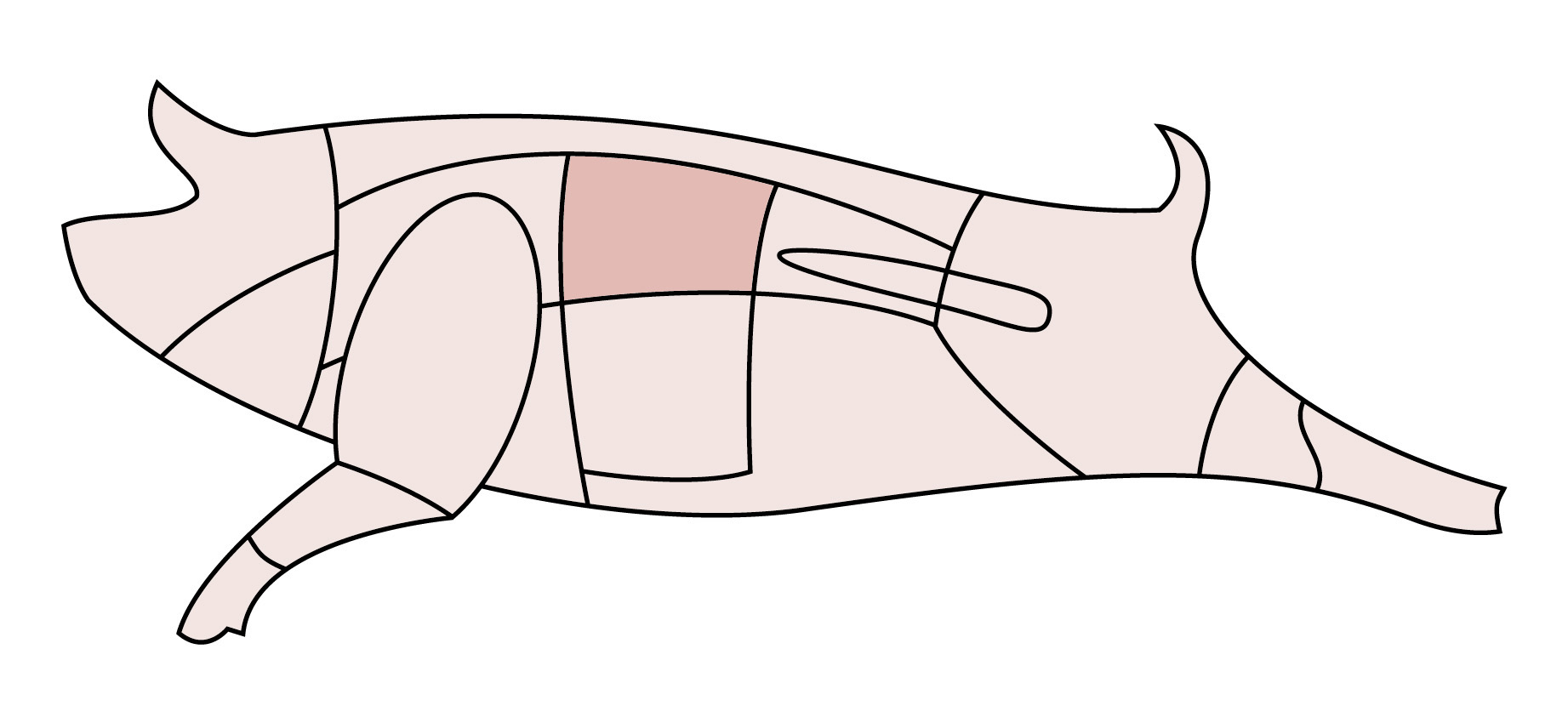
Umístění pečeně při porcování vepřového

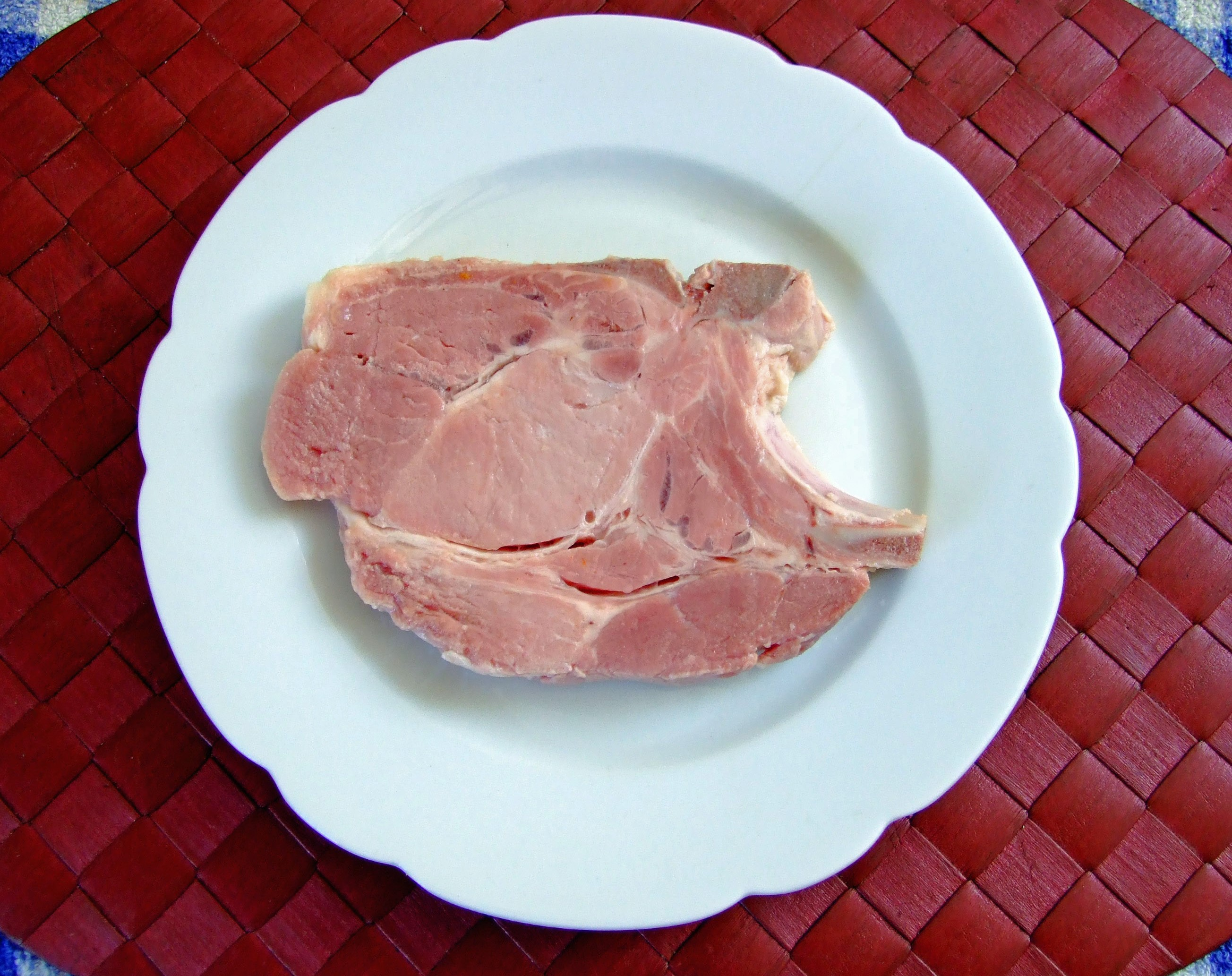
Vařená kotleta (Frankfurtské žebírko)

Kotleta (z francouzského côtelette, tedy „žebírko“, to původem z francouzského côte, resp. latinského costa, tedy „bok“, „žebro“) je plátek masa z boku zvířete poblíž páteře, zpravidla s kostí. Kotleta může být vepřová, telecí, jehněčí, řidčeji hovězí.
- Vepřová kotleta se připravuje z bederní části před kýtou (kotleta v užším smyslu slova), případně ze sousedící části směrem k plecím (přesněji nazývané pečeně).
- Telecí kotleta se připravuje z části pod plecí (tedy polohou odpovídající vepřové pečeni).
- Jehněčí kotleta se připravuje z části pod plecí, z plecí a z šíje.
- Hovězí kotleta se připravuje z plecní části (vysoký roštěnec).

Kotlety se většinou zpracovávají pečením nebo grilováním, možné je však též smažení nebo vaření.